# Fluted Peak, Antarktis
Fluted Peak är en bergstopp i Antarktis. Den ligger i Västantarktis. Nya Zeeland gör anspråk på området. Toppen på Fluted Peak är 2 619 meter över havet.
Terrängen runt Fluted Peak är platt åt sydost, men åt nordväst är den kuperad. Trakten är obefolkad. Det finns inga samhällen i närheten.